# Dakshinkali-Tempel

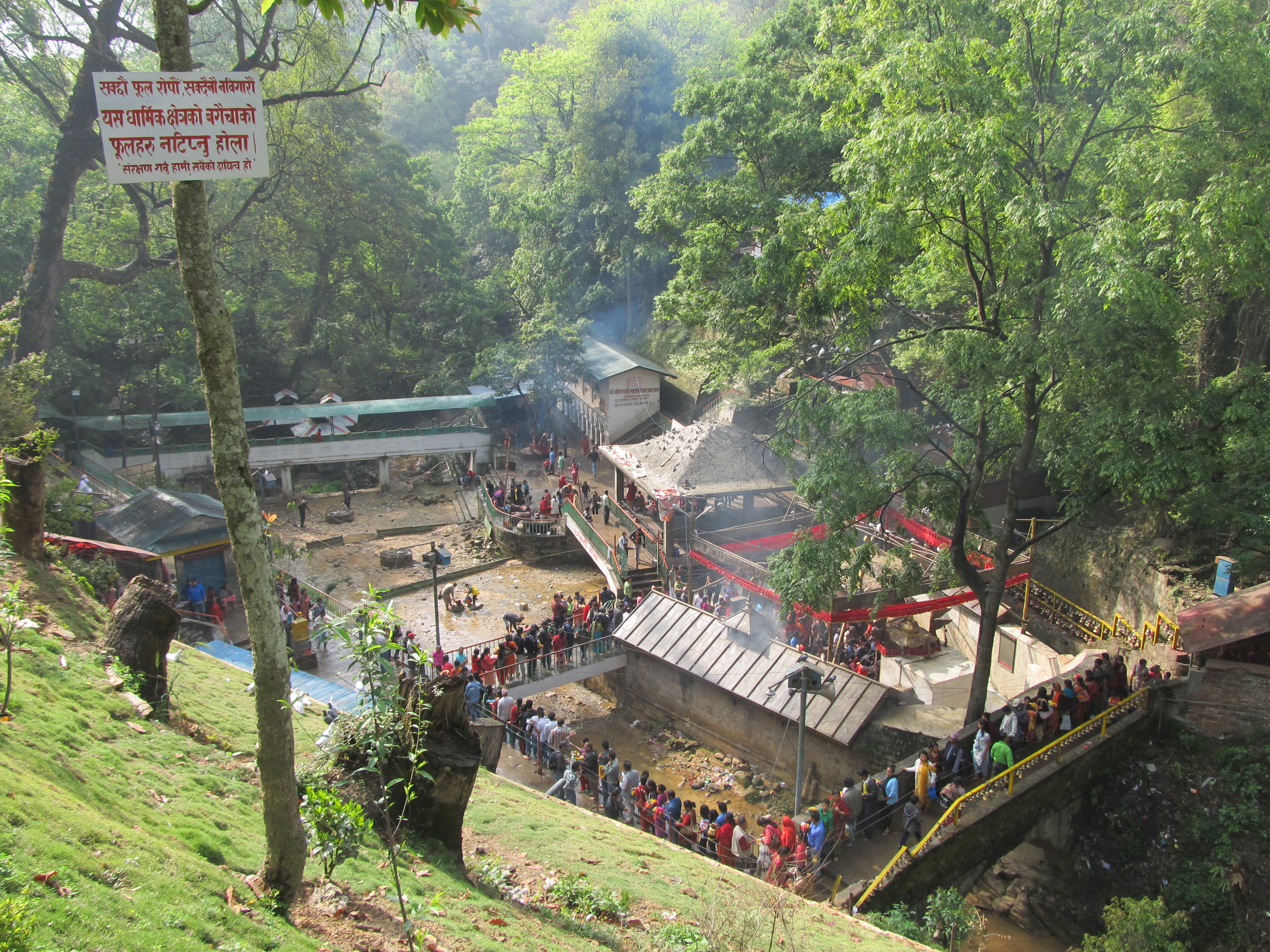
Dakshinkali-Tempel

Der der Göttin Kali geweihte Dakshinkali-Tempel, (Nepali दक्षिणकाली = „südlicher Kali-Tempel“) gehört zu den wichtigsten und meistbesuchten hinduistischen Kultstätten im Kathmandu-Tal in Nepal.

## Lage
Der Dakshinkali-Tempel liegt in einem Tal bei der Ortschaft Dakshinkali bei Parphing etwa 20 km südwestlich von Kathmandu in einer Höhe von ca. 1450 m. Der Tempel ist nur über eine etwa 200 m lange und seitlich von zahllosen Glöckchen gesäumte Treppe zu erreichen. 

## Geschichte
Die Geschichte des Tempels reicht der Überlieferung nach bis ins 14. Jahrhundert zurück, als die Göttin Kali dem damals regierenden König der Malla-Dynastie im Traum den Auftrag erteilte, ihr einen abgelegenen Tempel zu errichten. Als man einen geeigneten Platz ausgewählt hatte, stellte sich heraus, dass sich dort bereits ein Kultbild Kalis und der Grundstein eines Tempels befanden – daraufhin wurde der Tempel genau an dieser Stelle gebaut. Er wurde in späterer Zeit mehrfach erweitert und erneuert.

## Kali

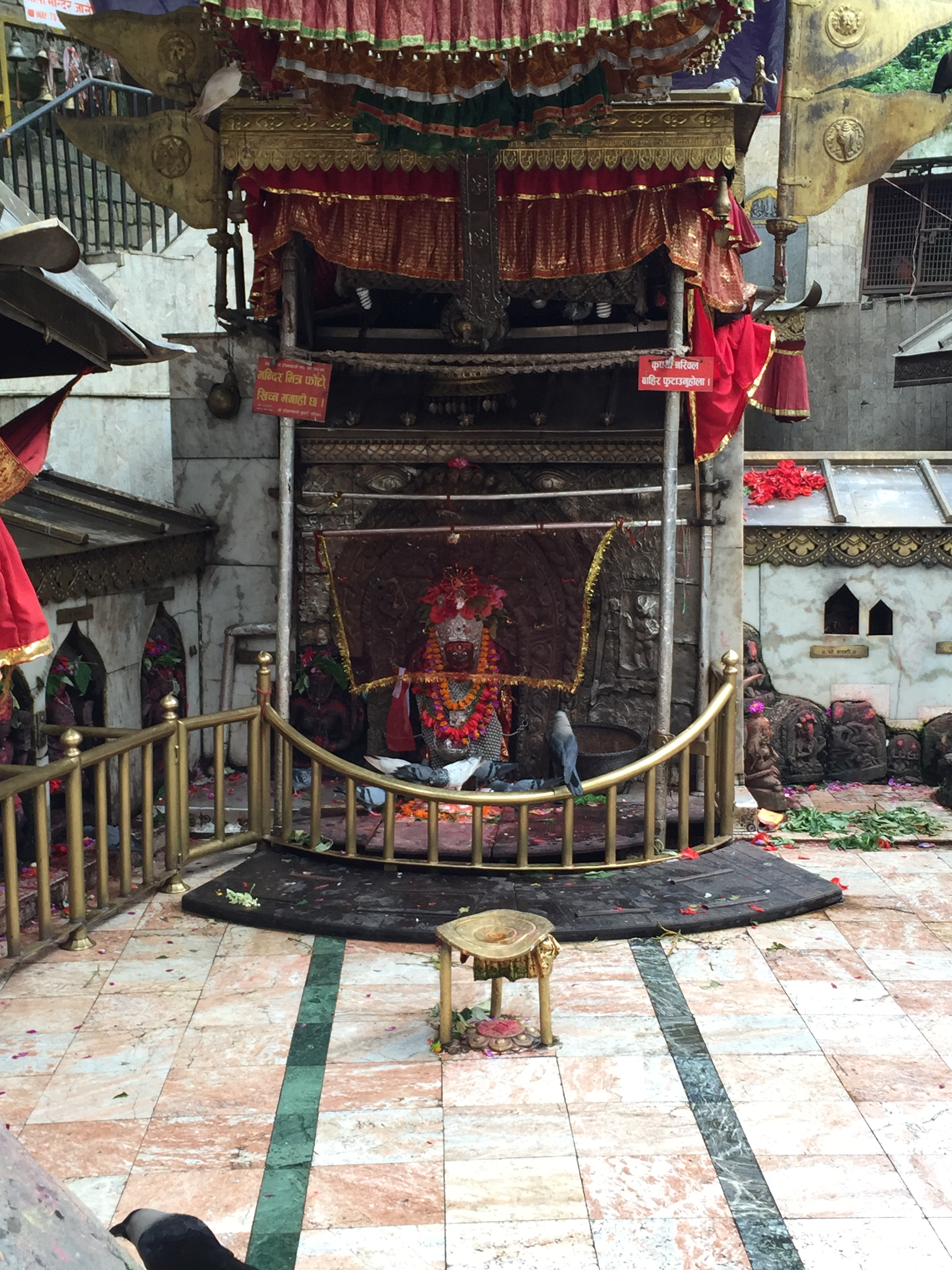
Kultbild der Göttin Kali

Kali gilt – vor allem bei der einfachen Bevölkerung – als äußerst mächtige Göttin, die auch Wünsche erfüllt, was bei den hinduistischen Hochgöttern Shiva und Vishnu und deren Familienmitgliedern (z. B. Parvati, Ganesh oder Lakshmi) üblicherweise nicht der Fall ist – hier lebt also vorhinduistisches oder vorbrahmanisches Gedankengut weiter. Hinter den Menschen- und Tieropfern früherer Zeiten stand häufig die Vorstellung, dass Tod und Leben untrennbar miteinander verknüpft sind – erst der Tod eines Lebewesens ermöglicht neues Leben oder die Heilung von tödlichen Krankheiten. Erst im Jahr 1780 wurden in Nepal Menschenopfer verboten, was jedoch nicht zwangsläufig heißen muss, dass derartige Riten zuvor gängige Praxis waren.

## Kultpraxis
Dienstags und samstags pilgern viele Nepalesen zum Tempel; dort werden hunderte unkastrierte männliche Tiere (meist Ziegenböcke oder Hähne) geopfert – ihnen wird von einem Brahmanen bzw. dessen Assistent mit einem geübten Messerschnitt der Kopf abgetrennt. Oft wird gewartet, bis das Opfertier eine „zustimmende Kopfbewegung“ macht. Mit seinem Blut wird das Kultbild Kalis bespritzt, welches nach Abschluss der Zeremonie mit Wasser gereinigt und mit einem glitzernden Tuch behangen wird; ein Teil des Blutes wird auf dem gekachelten Boden davor verrieben. In einer dem Tempel angeschlossenen Metzgerei werden die Tiere auf Wunsch und gegen Bezahlung gehäutet oder gerupft und zerlegt; die abgeschnittenen Köpfe verbleiben im Tempel. Die Körper vieler Tiere können auch von den Opfernden im nahegelegenen Bach ausgeweidet und gereinigt werden; anschließend werden sie bei einem Picknick im Wald im Beisein der ganzen Familie zubereitet und verzehrt oder aber nach Hause gebracht.

## Architektur
Der kunsthistorisch eher unbedeutende Tempelkomplex besteht im Wesentlichen aus einer Hofanlage mit einigen darum gruppierten kleinen Gebäuden oder Schreinen. Der offene Platz vor dem Kultbild Kalis ist manchmal mit einem großen Tuch überspannt, welches vor Sonne und Regen schützt.